# Locronan
Locronan (bretoński: Lokorn) – miejscowość i gmina we Francji, w regionie Bretania, w departamencie Finistère.
Według danych na rok 1990 gminę zamieszkiwało 796 osób, a gęstość zaludnienia wynosiła 99 osób/km² (wśród 1269 gmin Bretanii Locronan plasuje się na 667. miejscu pod względem liczby ludności, natomiast pod względem powierzchni na miejscu 908.).

## Zabytkowy charakter Locronan
Charles Daniélou, mer Locronan w latach 1912-45 i deputowany w latach 1910-14 i 1919-36, prowadził działalność na rzecz objęcia ochroną zabytkowych budynków prywatnych. 11 listopada 1911 wygłosił w Zgromadzeniu Narodowym przemówienie w obronie projektu ustawy o ochronie zabytków. Podawał przykład Locronan gdzie "wszystkie domy pochodzą z XVII wieku, wraz z katedrą stanowią cud sztuki architektonicznej". Sprzeciwiał się wyburzaniu historycznych budynków i wytyczaniu nowych, prostych dróg w zabytkowych miasteczkach, czego domagali się ówcześni automobiliści, co wymagało wyburzania starych zabudowań (jak w Locronan między 1872 a 1882). Ustawa pozwalająca na objęcie ochroną budowli historycznych, za zgodą ich właścicieli, została przyjęta 31 grudnia 1913. Na początku lat 20. XX w. Daniélou i jego zastępca, Guillaume Hemon, postulowali o objęcie ochroną głównego placu w Locronan i wszystkich domów znajdujących się przy nim. Ze względu na wymóg uzyskania zgody właścicieli objęcie ochroną nastąpiło w kilku etapach od 1925 do 1927. Objęcie ochroną pozwoliło na uzyskanie subwencji na remont domów w kolejnych latach. Dzięki Daniélou nowo zbudowane domy w latach 30. XX w. respektowały zabytkowy charakter miejscowości, która jest jedną z najładniejszych w całej Bretanii i została uznana za jedną z najpiękniejszych miejscowości we Francji.

## Osoby związane z Locronan
- Charles Daniélou (1878-1953), mer Locronan, minister zdrowia Francji, deputowany z departamentu Finistère